# Alketa Vejsiu
Alketa Vejsiu, född den 19 januari 1984 i Tirana i Albanien, är en albansk artist. Hon inledde sin karriär som radiopratare på Top Albania Radio, varefter hon började sjunga och leda TV-program på flera olika TV-bolag i Albanien. Hennes sångkarriär inleddes i tidig ålder då hon deltog i RTSH-festivaler.
I Albanien har hon producerat flera större program som Gjeniu i Vogël, ett sångprogram för barn. Hon har bland annat producerat den albanska versionen av The X Factor, X Factor Albania som sänds på TV Klan. Hon leder även programmet.